# Graveyard Classics II
Albums de Six Feet Under
Bringer of Blood
(2003) 13
(2005)
Graveyard Classics II, le sixième album de Six Feet Under, est une simple reprise de Back in Black de AC/DC transcrite à la manière du death metal de Six Feet Under.

## Liste des titres
1. Hells Bells – 5 min 11 s
2. Shoot to Thrill – 5 min 17 s
3. What Do You Do for Money Honey – 3 min 36 s
4. Givin' the Dog a Bone – 3 min 32 s
5. Let Me Put My Love into You – 4 min 14 s
6. Back in Black – 4 min 24 s
7. You Shook Me All Night Long – 3 min 30 s
8. Have a Drink on Me – 3 min 58 s
9. Shake a Leg – 4 min 03 s
10. Rock and Roll Ain't Noise Pollution - 4 min 19 s

## Composition du groupe
- chant : Chris Barnes
- guitare : Steve Sawanson
- batterie : Greg Gall
- basse : Terry Butler